# Giovanni Endrizzi
Giovanni Endrizzi (Agordo, 2 settembre 1962) è un politico italiano.

## Biografia
È un educatore professionale nel campo delle dipendenze patologiche, in particolare per quanto riguarda il gioco d'azzardo patologico.
Inizia la sua avventura politica come iscritto nella lista civica "Padova a 5 Stelle" nell'ambito delle elezioni amministrative in Italia del 2009.
Alle elezioni politiche del 2013 viene eletto al Senato della Repubblica nelle file del Movimento 5 Stelle di Beppe Grillo. Verrà rieletto alle elezioni politiche del 2018.